# Liste der Wappen in der Provinz Pisa
Die Liste der Wappen in der Provinz Pisa zeigt die Wappen der Gemeinden in der Provinz Pisa der Region Toskana der Italienischen Republik. In dieser Liste sind die Wappen jeweils mit einem Link auf die Gemeinde angezeigt.

## Wappen der Provinz Pisa

Provinz Pisa
Lage der Provinz Pisa in Italien

## Wappen der Gemeinden der Provinz Pisa

Bientina
Buti
Calci
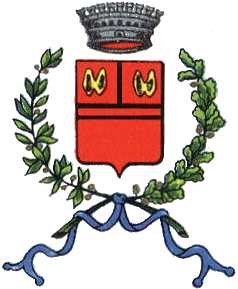
Calcinaia
Capannoli
Casale Marittimo
Casciana Terme Lari
Cascina
Castelfranco di Sotto
Castellina Marittima
Castelnuovo di Val di Cecina
Chianni
Crespina Lorenzana
Fauglia
Guardistallo
Lajatico
Montecatini Val di Cecina
Montescudaio
Monteverdi Marittimo
Montopoli in Val d’Arno
Orciano Pisano
Palaia
Peccioli
Pisa
Pomarance
Ponsacco
Pontedera
Riparbella
San Giuliano Terme
San Miniato
Santa Croce sull’Arno
Santa Luce
Santa Maria a Monte
Terricciola
Vecchiano
Vicopisano
Volterra

Wappen ehemaliger Gemeinden der Provinz Pisa

Casciana Terme
Lari
Crespina
Lorenzana